# Sciuro-hypnum
Sciuro-hypnum là một chi rêu trong họ Brachytheciaceae.